# Estación de Guadix
Guadix es una estación de ferrocarril situada en el municipio español de Guadix, en la provincia de Granada, comunidad autónoma de Andalucía. Dispone de servicios de media distancia y larga distancia operados por Renfe. Las instalaciones también cumplen funciones logísticas.
Históricamente, la estación constituyó un importante nudo ferroviario, pues en ella se bifurcaban los trazados de las líneas Linares-Almería y Murcia-Granada. Debido al importante tráfico que soportaba, Guadix llegó a contar con un depósito de locomotoras, cocheras, talleres y muelles de mercancías. Además, en torno al complejo ferroviario se fue conformando un núcleo de población. Sin embargo, la clausura en 1985 del ferrocarril del Almanzora supuso una reducción de tráfico, con la consecuente pérdida de importancia para la estación. En la actualidad las instalaciones forman parte de la red de Adif.

## Situación ferroviaria
La estación está situada en el punto kilométrico 151,1 de la línea férrea de ancho ibérico Linares Baeza-Almería, entre las estaciones de Benalúa y La Calahorra-Ferreira, y se encuentra a 931 metros de altitud sobre el nivel del mar. El trazado es de vía única y está sin electrificar.
Antiguamente fue la terminal de la línea Baza-Guadix, que a su vez formaba parte del ferrocarril Murcia-Granada.

## Historia
El ferrocarril llegó a Guadix en 1895 con la inauguración del tramo Guadix-Almería de la línea férrea que se construía entre Linares y Almería, siendo durante algunos años tan sólo una estación pasante. Las obras corrieron a cargo de la Compañía de los Caminos de Hierro del Sur de España, que finalizaría la construcción del ferrocarril en 1899.

En el proyecto de construcción de una línea entre Granada y Murcia se decidió que ambas líneas compartieran el tramo entre las estaciones de Guadix y Moreda, partiendo la línea a construir desde Guadix hasta Baza y Lorca. Esta segunda línea fue definitivamente inaugurada en 1907 tras completarse el tramo Gaudix-Baza, convirtiendo a la estación en un importante nudo ferroviario. A esto se unía el hecho de que en 1904 se había inaugurado un ramal ferroviario que enlazaba Moreda y Granada. En Guadix la compañía del «Sur de España» llegó a instalar un depósito de locomotoras, que acabaría siendo el principal de toda la línea Linares-Almería. El complejo ferroviario también acogió otras instalaciones, como un taller y almacenes, lo que llevaría a la formación de un núcleo poblacional en torno a la estación. En 1929 las instalaciones de Guadix pasaron a manos de la Compañía de los Ferrocarriles Andaluces, tras haberse anexionado esta a «Sur de España».

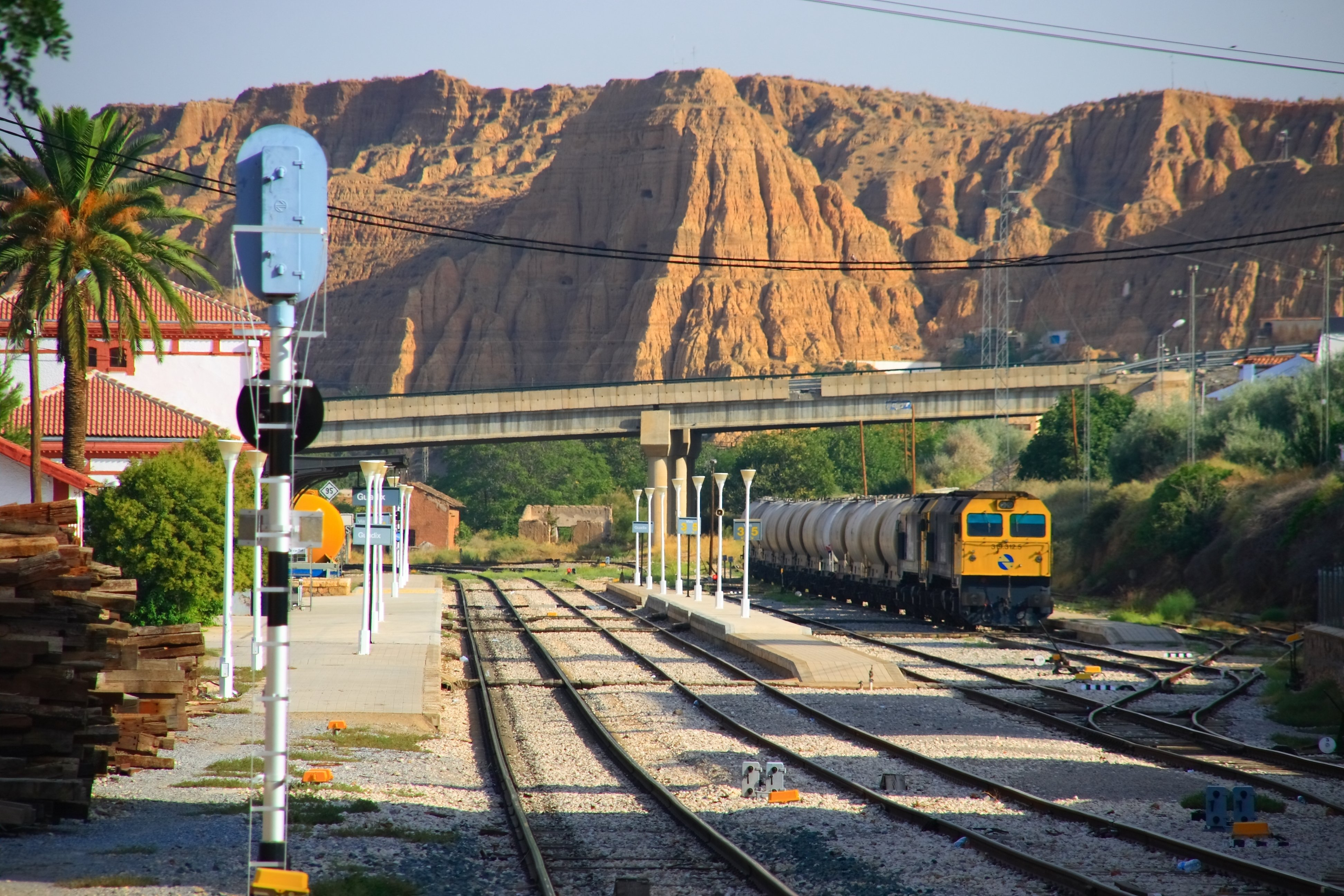
Vista de la estación, 2008.

En 1936, durante la Segunda República, «Andaluces» fue incautada por el Estado debido a sus problemas económicos, y asignada la gestión de sus infraestructuras a la Compañía Nacional de los Ferrocarriles del Oeste. Esta situación no duró mucho, ya que en 1941, con la nacionalización de todos los ferrocarriles de ancho ibérico, la estación pasó a manos de la recién creada RENFE. Bajo gestión de la nueva empresa se sustituyó paulatinamente la tracción vapor por locomotoras diésel. La estación dispuso de un depósito de tracción donde estaban basadas una parte de las locomotoras de vapor que circulaban por el trazado Linares-Almería. Fue, de hecho, el depósito de locomotoras más importante de toda la línea. Esta instalación contaba con una rotonda giratoria de 23 metros de diámetro, cocheras cubiertas, una carbonera, talleres, etc. Tras largos años de servicio, el depósito fue clausurado el 1 de abril de 1964, debido a la sustitución de las locomotoras de vapor por locomotoras diésel.
En enero de 1985 se procedió a la clausura de aquellas líneas férreas que se consideraba altamente deficitarias, dentro de la cual se produjo el cierre de la línea entre Guadix y Almendricos, lo que significó que Guadix volviera a ser una estación pasante de una única línea. Desde enero de 2005, con la extinción de RENFE, el ente Adif es el titular de las instalaciones ferroviarias.

## La estación

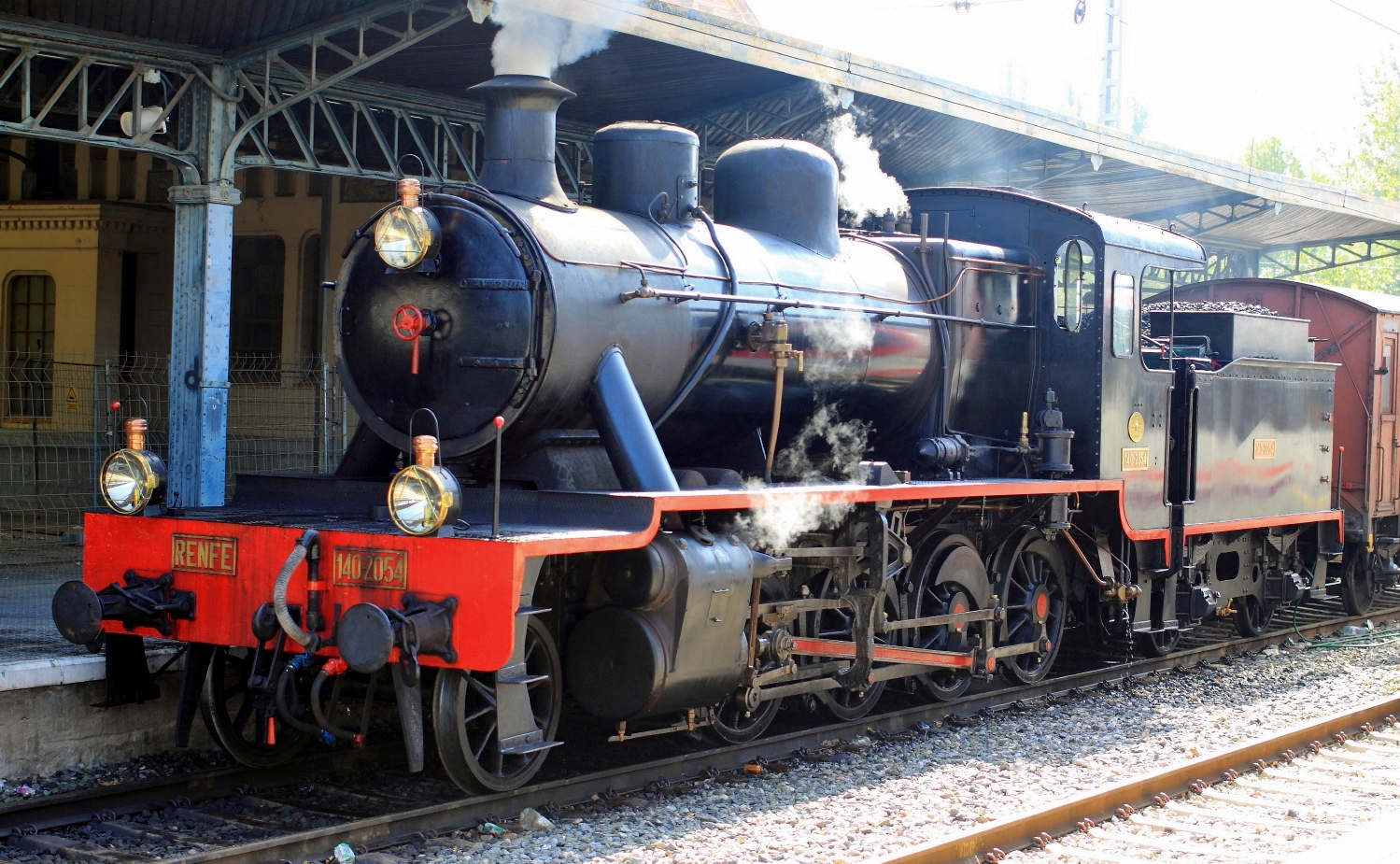
Una de las locomotoras de la serie 140 de RENFE adscritas al Depósito de Guadix, fotografiada en 2012.

La estación fue construida fuera del casco urbano de Guadix, si bien no a mucha distancia. Con el paso de los años en torno a las instalaciones ferroviarias se fue desarrollando un pequeño barrio, con el estatus de pedanía, que se conoce como La Estación. El complejo ferroviario dispone de un edificio para viajeros de planta rectangular formado por un cuerpo central de dos alturas y dos anexos laterales de una altura. En su fachada exterior luce un frontón circular. Cuenta con tres andenes, uno lateral y dos centrales a los que acceden cinco vías. Entre los servicios ofrecidos por el recinto está el de venta de billetes y aparcamiento exterior.
En la actualidad es una de las seis estaciones ferroviarias que presta servicio de viajeros en la provincia de Granada, que llegó a tener cerca de treinta estaciones operativas a comienzos de la década de 1980.

## Servicios ferroviarios
En la estación tienen parada los Talgo Madrid-Almería y trenes combinados. De esta forma el Alaris Barcelona-Sants - Sevilla-Santa Justa tiene una parada en Linares-Baeza con enlace a un tren MD que permite continuar viaje hasta Almería. El trayecto se cubre igualmente en sentido contrario. Este sistema combinado sustituye la relación directa que cubrió el Arco García de Lorca entre 2002 y 2011. A través de su línea 68 Renfe une Granada con Almería usando trenes MD. El trayecto se realiza con cuatro relaciones diarias en ambos sentidos todas ellas con parada en la estación.